# Chřástal vodní
Chřástal vodní (Rallus aquaticus) je větší druh chřástala z řádu krátkokřídlých.

## Popis
Dorůstá 25–28 cm a váží 75–200 g. Od ostatních chřástalů se liší výrazně delším, mírně zahnutým zobákem. Svrchu je hnědý s černými tečkami, po stranách hlavy a na hrudi tmavě modrošedý, boky a břicho jsou černobíle proužkované. Nápadné jsou také bílé podocasní krovky.
Ozývá se různými krátkými, občas v řadě opakovanými zvuky, z nichž je nejčastější kvičivé „kruíf“.

## Rozšíření
Vyskytuje se na rozsáhlém území Evropy a Asie a v severní Africe. Je částečně tažný. V České republice hnízdí po celém území v nižších polohách (max. po 740 m n. m.), celková populace se odhaduje na 600–1200 párů.

## Stanoviště
Hnízdí v mělčinách zarostlých rákosím a v ostřicových bažinách.

## Ekologie

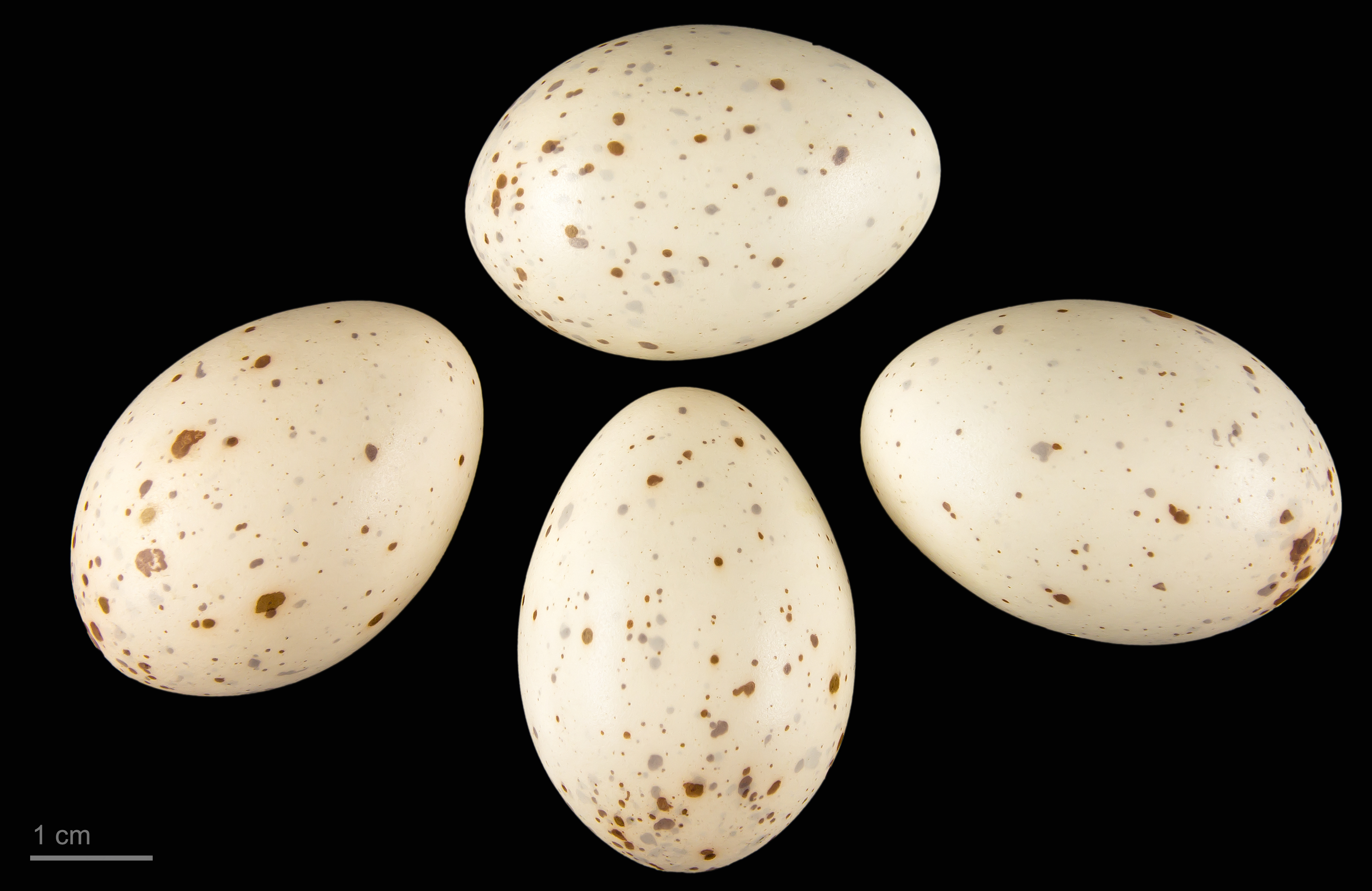
Rallus aquaticus

Žije velmi skrytě, dokáže dobře šplhat a živí se převážně různými bezobratlými živočichy, obojživelníky a malými rybami. Hnízdí 1× až 2× ročně od dubna do září. Hnízdo staví dobře ukryté v hustém porostu. V jedné snůšce je 7–10 světlých, hnědě nebo šedě skvrnitých, 34,3 × 25,5 mm velkých vajec, na jejichž 19–21 denní inkubaci se střídavě podílí oba rodiče. Mláďata jsou zpočátku celá černá se světlým zobákem a červeným zbarvením na temeni. Plně opeřena jsou pak ve věku 7–8 týdnů.